# Beneath It All
Beneath It All är punkbandet Hey Mondays första EP-skiva. Skivan släpptes den 17 augusti 2010.
Hey Monday planerar att släppa Beneath It All som ett fulländat album i mars 2011. Den 27 juli 2010 släpptes singeln "I Don't Wanna Dance". Stacy Jones spelade trummor istället för Patrick McKenzie.

## Låtlista
1. "Wish You Were Here" – 3:19
2. "Wondergirl" – 3:20
3. "I Don't Wanna Dance" – 4:00
4. "Hangover" – 3:03
5. "Mr. Pushover" – 3:44
6. "Where is My Head" – 3:29